# Watcyn Thomas
Pas d'image ? Cliquez ici

a Compétitions nationales et continentales officielles uniquement.

b Matchs officiels uniquement.
Watcyn Gwyn Thomas, né le 16 janvier 1906 à Llanelli et mort le 10 août 1977 à Birmingham, est un joueur gallois de rugby à XV ayant joué au poste de troisième ligne centre avec l'équipe du pays de Galles et avec Swansea RFC.

## Biographie
Watcyn Thomas fait ses débuts avec Swansea en 1928. Il évolue avec Llanelli, Waterloo de 1931 à 1933 et avec les London Welsh. Il est invité par les Barbarians avec qui il joue sept matches de 1932 à 1934. Il honore sa première sélection internationale avec l'équipe du pays de Galles en 1927, et  sa dernière en 1933. Il joue un total de quatorze matches en équipe nationale au cours desquels il inscrit deux essais. Il participe à la victoire mémorable des Gallois contre l'Angleterre à Twickenham en 1933.

## Palmarès
- Vainqueur du Tournoi des Cinq Nations en 1931.
- Vainqueur du tournoi britannique en 1932.

## Statistiques en équipe nationale
- 14 sélections
- 6 points (2 essais)
- Sélections par année : 4 en 1927, 1 en 1929, 3 en 1931, 3 en 1932, 3 en 1933.
- Trois Tournois des Cinq Nations disputés : 1927, 1929 et 1931.
- Tournois britanniques disputés : 1932 et 1933.